# Dissenteria
La dissenteria è una malattia infettiva a carico dell'apparato digerente causata dall'ingestione di alimenti infetti o di acqua contenente microrganismi. I sintomi includono febbre, diarrea, dolori addominali, e tenesmo rettale (una sensazione di incompleta defecazione).
È causata da un certo numero di agenti infettivi, come batteri, virus, vermi parassiti o protozoi.

## Epidemiologia
L'Organizzazione Mondiale della Sanità stima che vi siano 80 milioni di casi e 700 000 morti per Shigellosi ogni anno in tutto il mondo.  L'Amebiasis infetta oltre 50 milioni di persone, dei quali 50 000 vanno incontro al decesso.

## Eziologia
I due principali tipi di dissenteria sono causati da batteri del genere Shigella (dissenteria bacillare) e dal protozoo Entamoeba histolytica (dissenteria amebica).

## Segni e sintomi
Nei paesi sviluppati, la forma più comune della dissenteria è la "dissenteria bacillare" che è tipicamente una malattia non grave, che normalmente causa dolori di stomaco miti e frequente evacuazione delle feci o di diarrea. I sintomi di solito si presentano da uno a tre giorni dopo l’ingestione del cibo o dell’acqua infetti e di solito svaniscono dopo una settimana. La frequenza dello stimolo a defecare, il volume di feci liquide evacuate e la presenza di muco, pus e sangue dipende dal patogeno che causa la malattia. Può verificarsi una temporanea intolleranza al lattosio. In alcune occasioni può causare forti dolori addominali, febbre, shock e deliri.
Nei casi estremi, i pazienti con la dissenteria possono perdere un litro di liquidi ogni ora. Più spesso, le persone lamentano nausea, dolore addominale e frequente diarrea acquosa e maleodorante, accompagnati da muco e sangue, dolore rettale e febbre. A volte possono riscontrarsi anche vomito, rapida perdita di peso e dolori muscolari generalizzati. In rare occasioni, il parassita amebico potrà invadere l'organismo attraverso il flusso sanguigno e diffondersi oltre l'intestino. In questi casi, può seriamente infettare altri organi come il cervello, polmoni e il fegato.

## Trattamento
Solitamente la dissenteria viene gestita cercando di mantenere un sufficiente livello di fluidi utilizzando la terapia di reidratazione orale. Se ciò non può essere ottenuto a causa del vomito o della profusione di diarrea, un ricovero in ospedale può essere richiesto per la somministrazione di liquidi per via endovenosa. In situazioni ideali, nessuna terapia antibiotica deve essere somministrata fino a quando gli studi al microscopio e la coltura microbiologica non hanno stabilito gli agenti infettivi effettivamente coinvolti. Quando gli esami di laboratorio non sono disponibili, può essere necessario somministrare una combinazione di farmaci.
Se si sospetta che vi sia un'infezione da Shigella non troppo grave, si può lasciare che proceda il suo decorso, che dura solitamente meno di una settimana. Se l'infezione appare grave, antibiotici, come la ciprofloxacina possono essere utili. Tuttavia, molti ceppi di Shigella diventano resistenti agli antibiotici comuni e i farmaci efficaci spesso scarseggiano nei paesi in via di sviluppo. Se necessario, un medico può riservare antibiotici per coloro che appartengono alle classi di pazienti a più alto rischio di morte, compresi i bambini piccoli, le persone sopra i 50 anni e chi soffre di disidratazione o malnutrizione.
La dissenteria amebica è spesso trattata con due farmaci antimicrobici, come il metronidazolo e la paromomicina o l'iodochinolo.

## Diagnosi
Una diagnosi clinica può essere fatta considerando la storia del paziente e una breve visita medica. Il trattamento viene di solito incominciato senza o prima della conferma delle analisi di laboratorio.
L'esame fisico comprende l'osservazione della bocca, della pelle e delle labbra per cercare segni di disidratazione. Una bassa sensibilità addominale può anche essere presente.
Una coltura di campioni di feci può essere esaminata per identificare l'organismo che ha causato la dissenteria. Solitamente, diversi campioni devono essere ottenuti per via del numero variabile di amebe, che cambia giornalmente.
Gli esami del sangue possono essere utilizzati per misurare anomalie nei livelli di minerali essenziali e sali.

## Prognosi
Se trattati correttamente, la maggior parte dei casi di dissenteria amebica e batterica regrediscono entro dieci giorni e quasi tutti i pazienti raggiungeranno un pieno recupero da due a quattro settimane dopo l'inizio della terapia adeguata. Se la condizione non viene curata, la prognosi varia a seconda dello stato immunitario del singolo paziente e dalla gravità della malattia. Una disidratazione estrema può prolungare il recupero e aumentare significativamente il rischio di complicanze gravi, e causare addirittura la morte.